# غاري براكيت
غاري براكيت (بالإنجليزية: Gary Brackett)‏ هو صاحب مطعم أمريكي، ولد في 23 مايو 1980 في غلاسبورو في الولايات المتحدة.

## وصلات خارجية
- الموقع الرسمي
- غاري براكيت على موقع إي إس بي إن.كوم (أن.أف.أل)3
- غاري براكيت على موقع مرجع كرة القدم المحترفة.كوم (الإنجليزية)